# Modelo tridimensional de la ansiedad
El modelo tridimensional de la ansiedad es un modelo teórico que elaboró Peter Lang en 1968 para una mejor comprensión de la ansiedad, después de observar que las medidas fisiológicas, conductuales y subjetivas mostraban bajas correlaciones en numerosos estudios sobre la ansiedad fóbica.

## Fundamentos
Si entendemos la ansiedad como un constructo unitario, lo lógico es que las medidas fisiológicas, las conductuales y las derivadas de autoinformes (subjetivas) presentaran una alta correlación, cosa que no ocurre. Lang propone recopilar los datos de estas tres instancias de forma independiente, lo que permite obtener información empírica de las respuestas emocionales fácilmente objetivable. De ahí que este modelo haya tenido una amplia aceptación tanto a nivel de investigación como clínico.

## Repercusión en la intervención
El modelo permite una evaluación más ajustada de los trastornos de ansiedad relacionados con el miedo y el trastorno de pánico, que se traduce en un diagnóstico diferencial que facilita la intervención clínica. Así, utilizando estímulos del Sistema Internacional de Imágenes Afectivas y del Sistema Internacional de Sonidos Afectivos que incorporan componentes positivos, negativos o neutros, se mide si la predominancia de las respuestas emitidas por los sujetos son conductuales, fisiológicas o cognitivas, y dependiendo de esa predominancia, se aplicarán unas u otras terapias:
- Si existe una predominancia conductual, se puede intervenir usando técnicas como la práctica reforzada o el entrenamiento en habilidades sociales.
- En caso de que la predominancia sea fisiológica, el tratamiento podrá girar en torno a la desensibilización sistemática, el uso de biofeedback o el entrenamiento de técnicas de relajación.
- Por último, si existe predominancia cognitiva, se usará la reestructuración cognitiva o la técnica de autoinstrucciones.